# Anilios kimberleyensis
Anilios kimberleyensis är en ormart som beskrevs av Storr 1981. Anilios kimberleyensis ingår i släktet Anilios och familjen maskormar. Inga underarter finns listade i Catalogue of Life.
Denna orm förekommer i regionen Kimberley i norra Western Australia och nordvästra Northern Territory i Australien. Den lever även på Koolan Island. Individerna lever i landskap som tidvis är fuktiga. Anilios kimberleyensis gräver i lövskiktet och i det översta jordlagret. Honor lägger ägg.
För beståndet är inga hot kända. Hela populationen anses vara stabil. IUCN listar arten som livskraftig (LC).